# Tipula janetscheki
Tipula janetscheki är en tvåvingeart som beskrevs av Alexander 1968. Tipula janetscheki ingår i släktet Tipula och familjen storharkrankar.
Artens utbredningsområde är Nepal. Inga underarter finns listade i Catalogue of Life.